# Пикник (мультфильм, 1930)
«Пикник» (англ. The Picnic) — двадцать третий мультфильм с участием Микки Мауса. Чёрно-белый комедийный музыкальный мультфильм. Премьера в США 15 октября 1930 года.

## Сюжет
Микки, Минни и её пёс Ровер (в следующих мультфильмах Плуто) едут на пикник. Но Ровера интересуют лишь кролики. И вот Микки и Минни начинают танцевать под звуки граммофона. Пока они весело танцуют, животные леса воруют их еду для пикника. Внезапно начинается дождь, и друзья в спешке едут обратно домой.

## Роли озвучивали
- Уолт Дисней — Микки Маус
- Марселлит Гарнер — Минни Маус